# Гауш, Любовь Николаевна
Любовь Николаевна Гауш (девичья фамилия Милиоти; 1873, Санкт-Петербург — 1943) — живописец, жена А.Ф. Гауша.

## Биография
С 12 лет училась рисованию у художника А. И. Корзухина, затем у И. И. Творожникова, преподававшего в то время в Академии художеств. Окончила Рисовальную школу Общества поощрения художеств в Петербурге. Некоторое время обучалась в Париже: сначала в Академии Жюлиана, затем у художников Кастеллуко и В. Е. Савинского. Участвовала в выставках с 1909 («Мир искусства», «Салон», Товарищество южнорусских художников, а также Ассоциации К. Костанди, членом которой являлась). До 1924 года жила и работала в Петрограде, в 1924 году по рекомендации врачей (из-за мучившего её ревматизма) вместе с супругом переехала на юг. С 1924 по 1928 годы – в Севастополе, затем в Одессе, с 1939 снова в Крыму (Симферополь, Ялта).

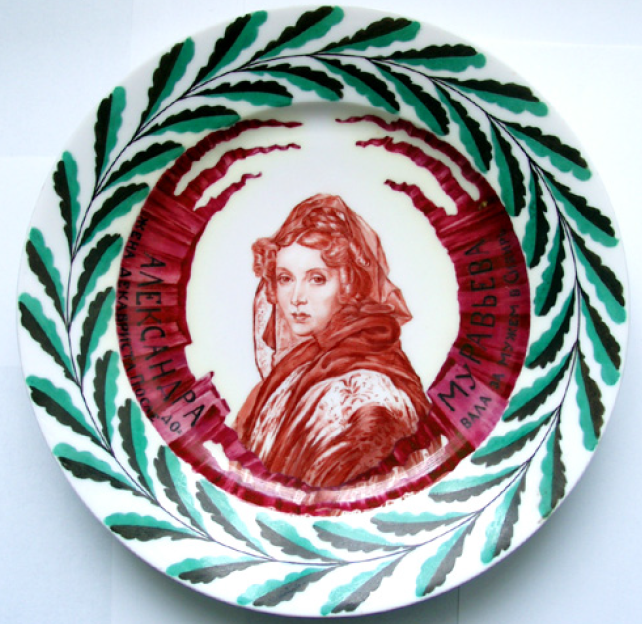

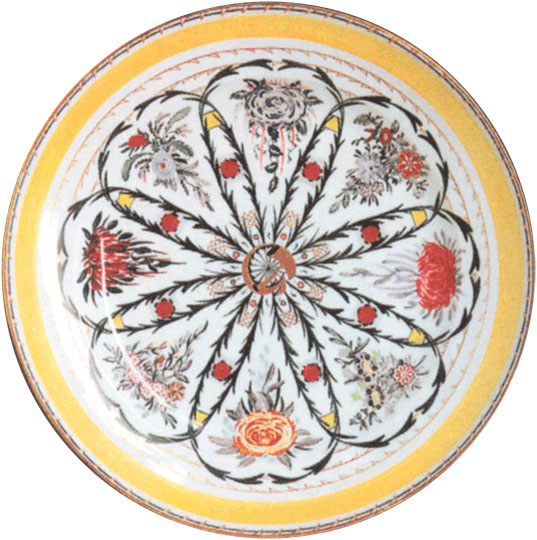

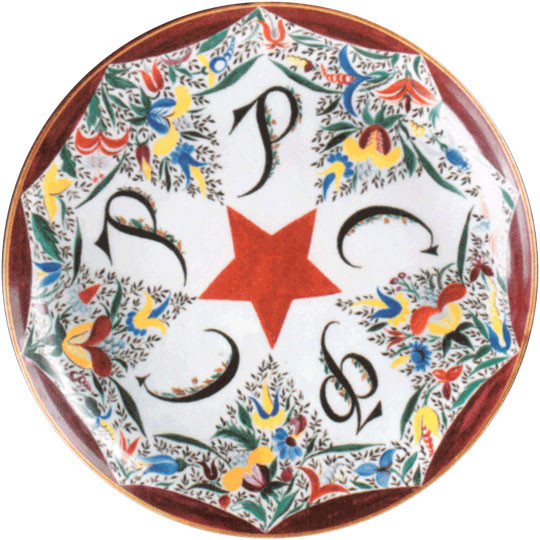

На протяжении трех лет (1919-1922) работала на Государственном фарфоровом заводе. Начинала художницей-копиистом в филиале живописной мастерской на базе бывшего училища барона А. Л. Штиглица, где исполнила копии с двух рисунков художника В. Лебедева. Позднее создала целый ряд оригинальных рисунков. Известна её серия тарелок с портретами декабристов, выполненная на основе материалов Музея Революции и частного собрания П. А. Щеголева.
Писала портреты, пейзажи, натюрморты; работала в области станкового, декоративно-прикладного искусства, миниатюры. Работы подписывала инициалами «Л. Г.». Наиболее известные работы: тарелки с портретом Е. Лаваль (жены декабриста С. П. Трубецкого), декабристов С. Г. Волконского, Г. С. Батенькова, Н. М. Муравьева-Апостола, М. С. Лунина, К. Ф. Рылеева, круглое блюдо с золотой эмблемой, тарелки с надписями «Мы превратим весь мир в цветущий сад» и «Красная звезда. РСФСР».
Портрет художницы кисти её двоюродного брата Н. Д. Милиоти хранится в Третьяковской галерее.